# Leptopilos
Genre
Leptopilos est un genre d'araignées aranéomorphes de la famille des Gnaphosidae.

## Distribution
Les espèces de ce genre se rencontrent en Europe du Sud, au Proche-Orient et en Afrique.

## Liste des espèces
Selon World Spider Catalog (version 23.5, 12/10/2022) :
- Leptopilos butleri Haddad & Booysen, 2022
- Leptopilos digitus Haddad & Booysen, 2022
- Leptopilos hadjissaranti (Chatzaki, 2002)
- Leptopilos lakhish Levy, 2009
- Leptopilos levantinus Levy, 2009
- Leptopilos manolisi (Chatzaki, 2002)
- Leptopilos memorialis (Spassky, 1940)
- Leptopilos pupa (Dalmas, 1919)
- Leptopilos tenerrimus (O. Pickard-Cambridge, 1872)
- Leptopilos vasivulva Haddad & Booysen, 2022

## Systématique et taxinomie
Ce genre a été décrit par Levy en 2009 dans les Gnaphosidae.

## Publication originale
- Levy, 2009 : « New ground-spider genera and species with annexed checklist of the Gnaphosidae (Araneae) of Israel. » Zootaxa, no 2066, p. 1-49.